# 회춘녀
"회춘녀"(回春女)는 한국에서 제작된 방순덕 감독의 1989년 영화이다. 김문희 등이 주연으로 출연하였고 이풍구 등이 제작에 참여하였다.

## 출연

### 주연
- 김문희
- 이경조

### 조연
- 장철

## 기타
- 조명: 조길수
- 녹음: 유창국